# 2003 en science
| Années de la science : 2000 - 2001 - 2002 - 2003 - 2004 - 2005 - 2006    |
| Décennies de la science : 1970 - 1980 - 1990 - 2000 - 2010 - 2020 - 2030 |

Cet article présente les faits marquants de l'année 2003 en science.

## Évènements
- 1er février : lors de sa rentrée atmosphérique, la navette spatiale Columbia se désintègre tuant les sept membres d'équipage.
- 11 février : le satellite WMAP de la NASA complète la première carte détaillée du rayonnement cosmique micro-onde de fond de l'univers. L'image révèle que l'univers est âgé de 13,7 milliards d'années (à l'intérieur d'une erreur de un pour cent) et fournit des preuves qui appuient la théorie inflationniste.
- 14 novembre : l'objet transneptunien (90377) Sedna est découvert à l'observatoire du Mont Palomar[1]. C'est l'un des objets les plus éloignés du système solaire.

## Publications
- Étienne-Émile Baulieu : Longévité, tous centenaires ?, Editions Platypus Press (2003)
- Antonio Damasio : Looking for Spinoza: Joy, Sorrow, and the Feeling Brain, 2003 (Spinoza avait raison : joie et tristesse, le cerveau des émotions, Éditions Odile Jacob, Paris, 2003, 346 p.  (ISBN 978-2-7381-1264-4).

## Prix
- Prix Nobel

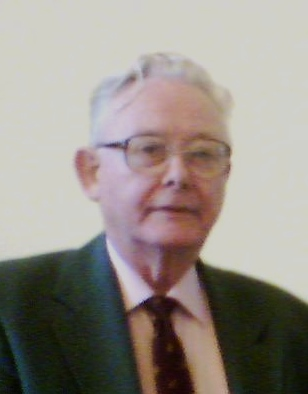
Peter Mansfield

  - Prix Nobel de physiologie ou médecine : Paul Lauterbur et Sir Peter Mansfield
  - Prix Nobel de physique : Alexei Alexeevich Abrikosov, Vitaly Lazarevich Ginzburg et Anthony Leggett
  - Prix Nobel de chimie : Peter Agre et Roderick MacKinnon
- Prix Lasker
  - Prix Albert-Lasker pour la recherche médicale fondamentale : Robert Roeder
  - Prix Albert-Lasker pour la recherche médicale clinique : Marc Feldmann, Ravinder N. Maini
- Médailles de la Royal Society
  - Médaille Copley : John Gurdon
  - Médaille Davy : Roger Parsons
  - Médaille Gabor : Jean Beggs
  - Médaille Hughes : Peter Edwards
  - Médaille royale : Kenneth L. Johnson, John Skehel, Nicholas Shackleton
  - Médaille Sylvester : Lennart Carleson
- Médailles de la Geological Society of London
  - Médaille Lyell : Harry Elderfield
  - Médaille Murchison : Alexander Halliday
  - Médaille Wollaston : Ikuo Kushiro (ja)
- Premier Prix Abel en mathématiques : Jean-Pierre Serre
- Prix Armand-Frappier : Charles E. Beaulieu
- Prix Jules-Janssen (astronomie) : Jean-Paul Zahn
- Prix Turing en informatique : Alan Kay
- Médaille Bruce (Astronomie) : Vera Rubin
- Médaille Linnéenne : Pieter Baas (en) et Bryan Campbell Clarke (en)
- Médaille d'or du CNRS : Albert Fert
- Grand Prix de l'Inserm : Miroslav Radman

## Décès

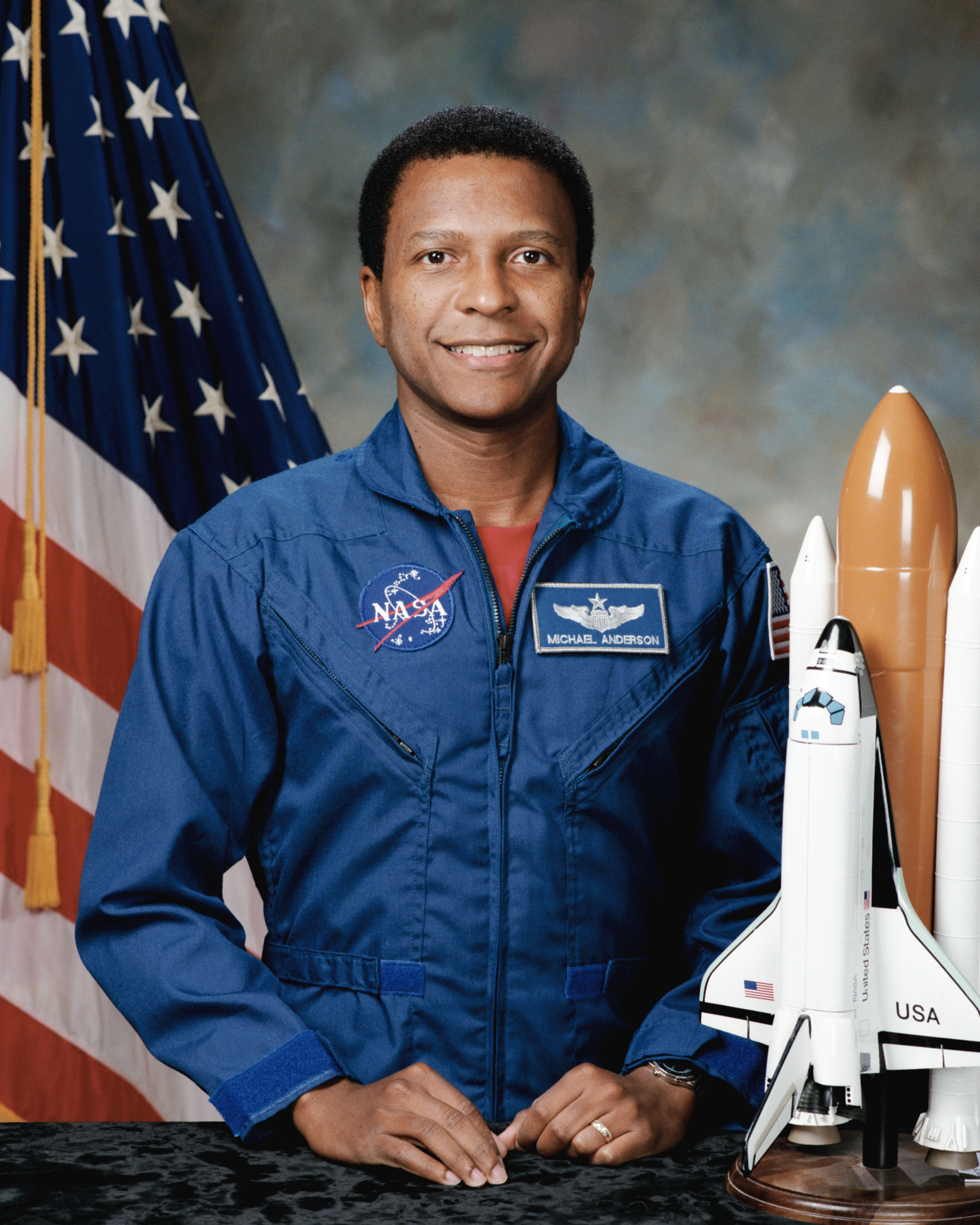
Michael P. Anderson

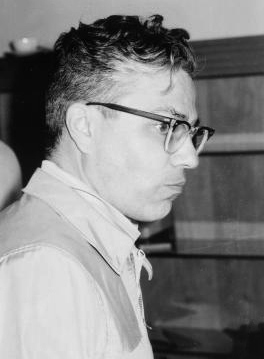
Armand Borel

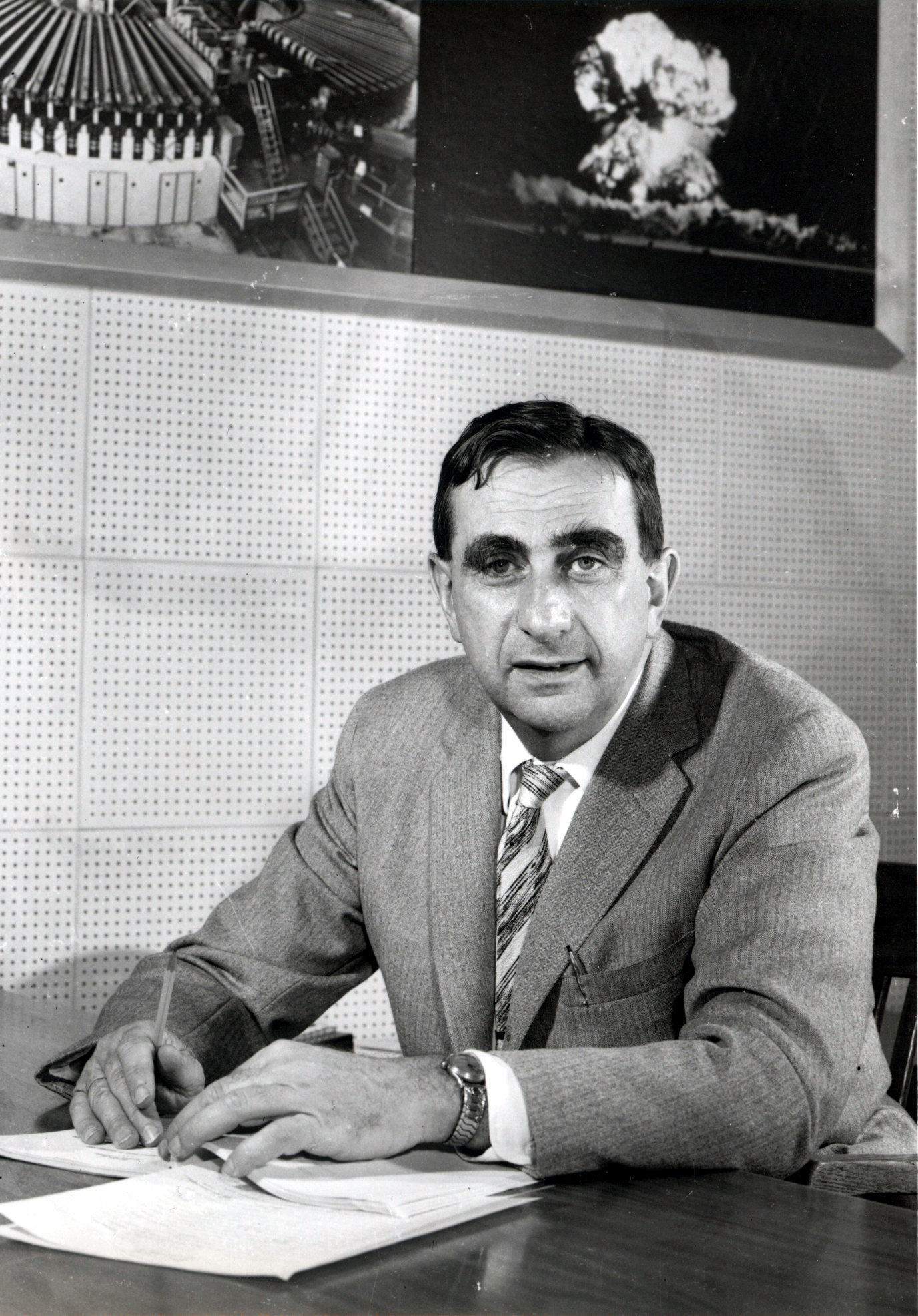
Edward Teller

- 10 janvier : Carlo Pucci (né en 1925), mathématicien italien.
- 11 janvier : Jean Ferron (né en 1910), ecclésiastique et archéologue français.
- 12 janvier : Dean Amadon (né en 1912), ornithologue américain.
- 30 janvier : Paul-André Meyer (né en 1934), mathématicien français.

- 1er février :
  - Michael P. Anderson (né en 1959), astronaute américain.
  - David McDowell Brown (né en 1956), astronaute américain.
  - Laurel Clark (née en 1961), astronaute américain.
  - Kalpana Chawla (née en 1961), astronaute indien.
  - Rick Husband (né en 1957), astronaute et militaire américain.
  - William C. McCool (né en 1961), astronaute américain.
  - Ilan Ramon (né en 1954), colonel de l’armée de l’air et astronaute israélien.
- 4 février : Jean Brossel (né en 1918), physicien français.
- 6 février : Jean-Louis Hellouin de Cenival (né en 1927), égyptologue français.
- 10 février : Robert Rush Miller (né en 1916), ichtyologiste américain.
- 17 février : Julian Bigelow (né en 1913), pionnier américain de l'ingénierie  en informatique.

- 17 mars : Su Buqing (né en 1902), mathématicien chinois.
- 18 mars : Adam Osborne (né en 1939), écrivain britannique, éditeur de livres et de logiciels, concepteur d'ordinateurs et chef d'entreprise américain.
- 31 mars : H.S.M. Coxeter (né en 1907), mathématicien britannique.

- 2 avril : Huguette Delavault (née en 1924), mathématicienne française.
- 14 avril : Henry Gordon Rice (né en 1920), logicien et mathématicien américain.
- 18 avril : Edgar Frank Codd (né en 1923), informaticien britannique.
- 20 avril : Bernard Katz (né en 1911), biophysicien allemand, prix Nobel de physiologie ou médecine en 1970.
- 21 avril : Georges Schapira (né en 1912), médecin pédiatre et chercheur en biologie moléculaire français.

- 19 mai : Johanna Budwig (née en 1908), biochimiste allemande.
- 25 mai : Laurette Séjourné (née en 1911), archéologue et ethnologue naturalisée mexicaine.
- 28 mai :
  - Oleg Grigorievitch Makarov (né en 1933), cosmonaute soviétique.
  - Ilya Prigogine (né en 1917), chimiste belge d'origine russe, prix Nobel de chimie en 1977.

- 10 juin : Adam Bielecki (né en 1910), mathématicien polonais.
- 14 juin : Edward F. Moore (né en 1925), mathématicien américain.
- 20 juin : I. Bernard Cohen (né en 1914), historien des sciences américain.
- 26 juin : Isaac Schapera (né en 1905), anthropologue britannique.

- 5 juillet : Louis Foucher (né en 1918), professeur, historien et archéologue français.
- 13 juillet : Jean Seignalet (né en 1936), chirurgien français.
- 25 juillet : Hubert Delange (né en 1913), mathématicien français.

- 4 août : René Pellat (né en 1936), ingénieur français.
- 11 août : Armand Borel (né en 1923), mathématicien suisse.
- 25 août : Solange de Ganay (née en 1902), ethnologue française.
- 29 août : Horace W. Babcock (né en 1912), astronome américain.

- 9 septembre : Edward Teller (né en 1908), physicien nucléaire hongro-américain, il est considéré comme le père de la bombe H.
- 23 septembre : Morton Green (né en 1917), paléontologue américain.
- 29 septembre : Maria Floriani Squarciapino (née en 1917), archéologue et historienne italienne.

- 13 octobre : Bertram Brockhouse (né en 1918), physicien canadien, prix Nobel de physique en 1994.
- 25 octobre : Richard Leibler (né en 1914), mathématicien et cryptologue américain.

- 6 novembre : M. C. Subhadradis Diskul (né en 1923), archéologue et historien d’art thaïlandais.
- 11 novembre : Andreï Bolibroukh (né en 1950), mathématicien soviétique et russe.

- 23 décembre : Mark Pinsker (né en 1925), mathématicien russe.
- 28 décembre : Frank Proschan (né en 1921), mathématicien et statisticien américain.